# Liste de médicaments Kampo
Pour les articles homonymes, voir Kanpo (homonymie).
La médecine kampō (漢方), aussi écrit kanpō, est l'étude et l'adaptation japonaises de la médecine traditionnelle chinoise. Au Japon, le kanpō est intégré au système national de santé. En 1967, le ministère de la Santé, du Travail et des Affaires sociales a approuvé le remboursement de 4 médicaments kanpō dans le cadre du programme national d'assurance maladie (NHI). En 1976, 82 médicaments kanpō ont été approuvés par le ministère de la Santé, du Travail et du Bien-être. Actuellement, 148 médicaments kanpō sont remboursés.
Pour les articles homonymes, voir Kanpo (homonymie).
Plutôt que de modifier les formules comme dans la médecine traditionnelle chinoise, la tradition japonaise du kanpō utilise des combinaisons fixes d'herbes dans des proportions standardisées selon la littérature classique de la médecine chinoise. Les médicaments kanpō sont produits par divers fabricants. Les médicaments sont préparés dans des conditions de fabrication strictes qui rivalisent avec celles des laboratoires pharmaceutiques.
De vastes recherches scientifiques modernes au Japon ont validé l'efficacité des médicaments kanpō. En octobre 2000, une étude nationale a été menée et a rapporté que 72% des médecins agréés prescrivent des médicaments kanpō. Les deux principales entreprises fabriquant des médicaments kanpō sont Tsumura (ツ ム ラ) et Kracie (ク ラ シ エ), l'ancien nom de Kanebō (カ ネ ボ ウ).
La liste suivante répertorie les médicaments kanpō produits par Tsumura. De nombreux médicaments kanpō ont été empruntés à la Chine. Le nom chinois de la formule sur laquelle est basé le médicament kanpō est indiqué ci-dessous. Cependant, la formule ne correspond généralement pas complètement à la formule chinoise d'origine. Souvent, les proportions des herbes ont été légèrement modifiées. Certaines espèces d'herbes chinoises ont également été remplacées par des herbes trouvées au Japon.
| Romaji                           | Kanji                  | Hiragana                               | #   | Pinyin                   | Chinois simplifié  |
| -------------------------------- | ---------------------- | -------------------------------------- | --- | ------------------------ | ------------------ |
| Anchū-san                        | 安中散                 | あんちゅうさん                         | 5   |                          |                    |
| Bakumondō-tō                     | 麦門冬湯               | ばくもんどうとう                       | 29  |                          | 麦门冬汤           |
| Bōfū-tsūshō-san                  | 防風通聖散             | ぼうふうつうしょうさん                 | 62  | fáng fēng tōng shèng wán | 防風通圣丸         |
| Bōi-ōgi-tō                       | 防已黄耆湯             | ぼういおうぎとう                       | 20  | fáng jǐ huáng qí wán     | 防己黃耆丸         |
| Bukuryō-in                       | 茯苓飲                 | ぶくりょういん                         | 69  |                          |                    |
| Bukuryō-in-gō-hange-kōboku-tō    | 茯苓飲合半夏厚朴湯     | ぶくりょういんごうはんげこうぼくとう   | 116 |                          |                    |
| Byakko-ka-ninjin-tō              | 白虎加人参湯           | びゃっこかにんじんとう                 | 34  | bái hǔ tāng wán          | 白虎湯丸           |
| Chikujo-untan-tō                 | 竹じょ温胆湯           | ちくじょうんたんとう                   | 91  |                          | 白虎加人参汤       |
| Chōi-jōki-tō                     | 調胃承気湯             | ちょういじょうきとう                   | 74  |                          | 调味承气汤         |
| Chorei-tō                        | 猪苓湯                 | ちょれいとう                           | 40  |                          | 猪苓汤             |
| Chorei-tō-gō-shimotsu-tō         | 猪苓湯合四物湯         | ちょれいとうごうしもつとう             | 112 |                          | 猪苓汤和四物汤     |
| Chōtō-san                        | 釣藤散                 | ちょうとうさん                         | 47  |                          |                    |
| Dai-bōfū-tō                      | 大防風湯               | だいぼうふうとう                       | 97  |                          |                    |
| Dai-jōki-tō                      | 大承気湯               | だいじょうきとう                       | 133 |                          | 大承气汤           |
| Dai-kenchū-tō                    | 大建中湯               | だいけんちゅうとう                     | 100 |                          | 大建中汤           |
| Daiō-botanpi-tō                  | 大黄牡丹皮湯           | だいおうぼたんぴとう                   | 33  |                          | 大黄牡丹皮汤       |
| Daiō-kanzō-tō                    | 大黄甘草湯             | だいおうかんぞうとう                   | 84  |                          |                    |
| Dai-saiko-tō                     | 大柴胡湯               | だいさいことう                         | 8   | dà chái hú wán           | 大柴胡丸           |
| Eppi-ka-jutsu-tō                 | 越婢加朮湯             | えっぴかじゅつとう                     | 28  |                          | 越婢加术汤         |
| Goko-tō                          | 五虎湯                 | ごことう                               | 95  |                          |                    |
| Gorei-san                        | 五苓散                 | ごれいさん                             | 17  | wǔ líng sǎn wán          | 五苓散             |
| Gorin-san                        | 五淋散                 | ごりんさん                             | 56  |                          | 五淋散             |
| Goshaku-san                      | 五積散                 | ごしゃくさん                           | 63  |                          |                    |
| Gosha-jinki-gan                  | 牛車腎気丸             | ごしゃじんきがん                       | 107 |                          |                    |
| Goshūyu-tō                       | 呉茱萸湯               | ごしゅうとう                           | 31  |                          | 吴茱萸汤           |
| Hachimi-jiō-gan                  | 八味地黄丸             | はちみじおうがん                       | 7   | bāwèi dìhuáng wán        | 八味地黄丸         |
| Hainō-san-kyū-tō                 | 排膿散及湯             | はいのうさんきゅうとう                 | 122 |                          |                    |
| Hange-byakujutsu-tenma-tō        | 半夏白朮天麻湯         | はんげびゃくじゅつてんまとう           | 37  |                          |                    |
| Hange-kōboku-tō                  | 半夏厚朴湯             | はんげこうぼくとう                     | 16  | bàn xià hòu pō wán       | 半夏厚樸丸         |
| Hange-shashin-tō                 | 半夏瀉心湯             | はんげしゃしんとう                     | 14  |                          | 半夏泻心汤         |
| Heii-san                         | 平胃散                 | へいいさん                             | 79  | píng wèi sǎn wán         | 平胃散丸           |
| Hochū-ekki-tō                    | 補中益気湯             | ほちゅうえっきとう                     | 41  | bǔ zhōng yì qì wán       | 补中益气丸         |
| Inchin-gorei-san                 | 茵ちん五苓散           | いんちんごれいさん                     | 117 | yīnchén wǔlíng sǎn       | 茵陈五苓散         |
| Inchinkō-tō                      | 茵ちん蒿湯             | いんちんこうとう                       | 135 |                          | 茵陈蒿汤           |
| Irei-tō                          | 胃苓湯                 | いれいとう                             | 115 |                          | 胃苓汤             |
| Ji-daboku-ippō                   | 治打撲一方             | ぢだぼくいっぽう                       | 89  |                          |                    |
| Jiin-kōka-tō                     | 滋陰降火湯             | じいんこうかとう                       | 93  |                          | 滋阴降火汤         |
| Jiin-shihō-tō                    | 滋陰至宝湯             | じいんしほうとう                       | 92  |                          |                    |
| Jinso-in                         | 参蘇飲                 | じんそいん                             | 66  |                          | 参苏饮             |
| Ji-zusō-ippō                     | 治頭瘡一方             | ぢずそういっぽう                       | 59  |                          |                    |
| Junchō-tō                        | 潤腸湯                 | じゅんちょうとう                       | 51  |                          | 润肠汤             |
| Jūmi-haidoku-tō                  | 十味敗毒湯             | じゅうみはいどくとう                   | 6   |                          |                    |
| Jūzen-daiho-tō                   | 十全大補湯             | じゅうぜんだいほとう                   | 48  | shí quán dà bǔ wán       | 十全大补丸         |
| Kakkon-tō                        | 葛根湯                 | かっこんとう                           | 1   |                          | 葛根汤             |
| Kakkon-tō-ka-senkyū-shin'i       | 葛根湯加川きゅう辛夷   | かっこんとうかせんきゅうしんい         | 2   |                          |                    |
| Kami-kihi-tō                     | 加味帰脾湯             | かみきひとう                           | 137 |                          | 加味归脾汤         |
| Kami-shōyō-san                   | 加味逍遙散             | かみしょうようさん                     | 24  | jiā wèi xiāo yáo wán     | 加味逍遙丸         |
| Kan-baku-daisō-tō                | 甘麦大棗湯             | かんばくだいそうとう                   | 72  | gān mài dà zǎo wán       | 甘麥大棗丸         |
| Keigai-rengyō-tō                 | 荊芥連翹湯             | けいがいれんぎょうとう                 | 50  |                          |                    |
| Keihi-tō                         | 啓脾湯                 | けいひとう                             | 128 |                          |                    |
| Keishi-tō                        | 桂枝湯                 | けいしとう                             | 45  | guì zhī tāng wán         | 桂枝湯丸           |
| Keishi-bukuryō-gan               | 桂枝茯苓丸             | けいしぶくりょうがん                   | 25  | guì zhī fú líng wán      | 桂枝茯苓丸         |
| Keishi-bukuryō-gan-ka-yokui'nin  | 桂枝茯苓丸加よく苡仁   | けいしぶくりょうがんかよくいにん       | 125 | guì zhī fú líng wán      | 桂枝茯苓丸加薏苡仁 |
| Keishi-ka-jutsubu-tō             | 桂枝加朮附湯           | けいしかじゅつぶとう                   | 18  |                          | 桂枝术附汤         |
| Keishi-ka-ryūkotsu-borei-tō      | 桂枝加竜骨牡蛎湯       | けいしかりゅうこつぼれいとう           | 26  |                          | 桂枝加龙骨牡蛎汤   |
| Keishi-ka-shakuyaku-tō           | 桂枝加芍薬湯           | けいしかしゃくやくとう                 | 60  |                          | 桂枝加芍药汤       |
| Keishi-ka-shakuyaku-daiō-tō      | 桂枝加芍薬大黄湯       | けいしかしゃくやくだいおうとう         | 134 |                          |                    |
| Keishi-ninjin-tō                 | 桂枝人参湯             | けいしにんじんとう                     | 82  |                          | 桂枝人参汤         |
| Kihi-tō                          | 帰脾湯                 | きひとう                               | 65  | guī pí wán               | 归脾丸             |
| Kikyō-tō                         | 桔梗湯                 | ききょうとう                           | 138 | jié gěng wán             | 桔梗丸             |
| Kōso-san                         | 香蘇散                 | こうそさん                             | 70  |                          | 香苏散             |
| Kyūki-kyōgai-tō                  | きゅう帰膠艾湯         | きゅうききょうがいとう                 | 77  |                          |                    |
| Ma-kyō-kan-seki-tō               | 麻杏甘石湯             | まきょうかんせきとう                   | 55  |                          | 麻杏甘石汤         |
| Ma-kyō-yoku-kan-tō               | 麻杏よく甘湯           | まきょうよくかんとう                   | 78  |                          |                    |
| Maō-tō                           | 麻黄湯                 | まおうとう                             | 27  | má huáng tāng wán        | 麻黃湯丸           |
| Maō-bushi-saishin-tō             | 麻黄附子細辛湯         | まおうぶしさいしんとう                 | 127 |                          | 麻黄附子细辛汤     |
| Mashinin-gan                     | 麻子仁丸               | ましにんがん                           | 126 | má zǐ rén wán            | 麻子仁丸           |
| Moku-boi-tō                      | 木防已湯               | もくぼういとう                         | 36  |                          |                    |
| Nichin-tō                        | 二陳湯                 | にちんとう                             | 81  | èr chén wán              | 二陳丸             |
| Nijutsu-tō                       | 二朮湯                 | にじゅつとう                           | 88  |                          |                    |
| Ninjin-tō                        | 人参湯                 | にんじんとう                           | 32  | rén shēn bài dú wán      | 人參敗毒丸         |
| Ninjin-yōei-tō                   | 人参養栄湯             | にんじんようえいとう                   | 108 |                          | 人参养荣汤         |
| Nyoshin-san                      | 女神散                 | にょしんさん                           | 67  |                          |                    |
| Ōgi-kenchū-tō                    | 黄耆建中湯             | おうぎけんちゅうとう                   | 98  |                          | 黄芪建中汤         |
| Ōren-tō                          | 黄連湯                 | おうれんとう                           | 120 | huáng lián sù wán        | 黃連素丸           |
| Ōren-gedoku-tō                   | 黄連解毒湯             | おうれんげどくとう                     | 15  | huáng lián jiě dú wán    | 黃連解毒丸         |
| Otsuji-tō                        | 乙字湯                 | おつじとう                             | 3   |                          |                    |
| Rikkō-san                        | 立効散                 | りっこうさん                           | 110 |                          |                    |
| Rikkunshi-tō                     | 六君子湯               | りっくんしとう                         | 43  | liù jūn zǐ wán           | 六君子丸           |
| Rokumi-gan                       | 六味丸                 | ろくみがん                             | 87  | liù wèi dì huáng wán     | 六味地黄丸         |
| Ryō-kan-kyo-mi-shin-ge-nin-tō    | 苓甘姜味辛夏仁湯       | りょうかんきょみしんげにんとう         | 119 |                          |                    |
| Ryō-kei-jutsu-kan-tō             | 苓桂朮甘湯             | りょうけいじゅつかんとう               | 39  | líng guì zhú gān tāng    | 苓桂术甘汤         |
| Ryō-kyo-jutsu-kan-tō             | 苓姜朮甘湯             | りょうきょじゅつかんとう               | 118 |                          |                    |
| Ryūtan-shakan-tō                 | 竜胆瀉肝湯             | りゅうたんしゃかんとう                 | 76  | lóng dǎn xiè gān wán     | 龍膽瀉肝丸         |
| Saiboku-tō                       | 柴朴湯                 | さいぼくとう                           | 96  |                          |                    |
| Saikan-tō                        | 柴陥湯                 | さいかんとう                           | 73  |                          |                    |
| Saiko-ka-ryūkotsu-borei-tō       | 柴胡加竜骨牡蛎湯       | さいこかりゅうこつぼれいとう           | 12  |                          |                    |
| Saiko-keishi-tō                  | 柴胡桂枝湯             | さいこけいしとう                       | 10  |                          |                    |
| Saiko-keishi-kankyō-tō           | 柴胡桂枝乾姜湯         | さいこけいしかんきょうとう             | 11  |                          |                    |
| Saiko-seikan-tō                  | 柴胡清肝湯             | さいこせいかんとう                     | 80  | chái hú shū gān wán      | 柴胡舒肝丸         |
| Sairei-tō                        | 柴苓湯                 | さいれいとう                           | 114 |                          |                    |
| Sanmotsu-ōgon-tō                 | 三物黄ごん湯           | さんもつおうごんとう                   | 121 |                          |                    |
| San'ō-shashin-tō                 | 三黄瀉心湯             | さんおうしゃしんとう                   | 113 |                          | 三黄泻心汤         |
| Sansonin-tō                      | 酸棗仁湯               | さんそにんとう                         | 103 | suān zǎo rén tāng piàn   | 酸棗仁湯片         |
| Seihai-tō                        | 清肺湯                 | せいはいとう                           | 90  | qīng fèi yì huǒ piàn     | 清肺抑火片         |
| Seijō-bōfū-tō                    | 清上防風湯             | せいじょうぼうふうとう                 | 58  |                          |                    |
| Seishin-renshi-in                | 清心蓮子飲             | せいしんれんしいん                     | 111 |                          |                    |
| Seisho-ekki-tō                   | 清暑益気湯             | せいしょえっきとう                     | 136 |                          | 清暑益气汤         |
| Senkyū-chachō-san                | 川きゅう茶調散         | せんきゅうちゃちょうさん               | 124 |                          |                    |
| Sha-kanzō-tō                     | 炙甘草湯               | しゃかんぞうとう                       | 64  | zhì gān cǎo wán          | 炙甘草丸           |
| Shakuyaku-kanzō-tō               | 芍薬甘草湯             | しゃくやくかんぞうとう                 | 68  | sháo yào gān cǎo wán     | 芍藥甘草丸         |
| Shichimotsu-kōka-tō              | 七物降下湯             | しちもつこうかとう                     | 46  |                          |                    |
| Shigyaku-san                     | 四逆散                 | しぎゃくさん                           | 35  | sì nì sǎn wán            | 四逆散丸           |
| Shikunshi-tō                     | 四君子湯               | しくんしとう                           | 75  | sì jūn zǐ tāng wán       | 四君子湯丸         |
| Shimotsu-tō                      | 四物湯                 | しもつとう                             | 71  | sì wù tāng wán           | 四物湯丸           |
| Shinbu-tō                        | 真武湯                 | しんぶとう                             | 30  | zhēn wǔ tāng wán         | 真武湯丸           |
| Shin'i-seihai-tō                 | 辛夷清肺湯             | しんいせいはいとう                     | 104 |                          |                    |
| Shinpi-tō                        | 神秘湯                 | しんぴとう                             | 85  |                          |                    |
| Shōfū-san                        | 消風散                 | しょうふうさん                         | 22  | qīng qì huà tán wán      | 清氣化痰丸         |
| Shō-hange-ka-bukuryō-tō          | 小半夏加茯苓湯         | しょうはんげかぶくりょうとう           | 21  |                          | 小半夏加茯苓汤     |
| Shō-kenchū-tō                    | 小建中湯               | しょうけんちゅうとう                   | 99  | xiǎo jiàn zhōng wán      | 小健中丸           |
| Shō-saiko-tō                     | 小柴胡湯               | しょうさいことう                       | 9   | xiǎo chái hú tāng wán    | 小柴胡汤丸         |
| Shō-saiko-tō-ka-kikyō-sekkō      | 小柴胡湯加桔梗石膏     | しょうさいことうかききょうせっこう     | 109 | xiǎo chái hú tāng wán    | 小柴胡湯丸         |
| Shō-seiryu-tō                    | 小青竜湯               | しょうせいりゅうとう                   | 19  | xiǎo qīng lóng wán       | 小青龍丸           |
| Shōma-kakkon-tō                  | 升麻葛根湯             | しょうまかっこんとう                   | 101 |                          | 升麻葛根汤         |
| Sokei-kakketsu-tō                | 疎経活血湯             | そけいかっけつとう                     | 53  | tōng qiào huó xuè wán    | 通竅活血丸         |
| Tōkaku-jōki-tō                   | 桃核承気湯             | とうかくじょうきとう                   | 61  |                          | 桃核承气汤         |
| Tōki-tō                          | 当帰湯                 | とうきとう                             | 102 | dāng guī wán             | 當歸丸             |
| Tōki-inshi                       | 当帰飲子               | とうきいんし                           | 86  |                          | 当归饮子           |
| Tōki-kenchū-tō                   | 当帰建中湯             | とうきけんちゅうとう                   | 123 |                          | 当归健中汤         |
| Tōki-shakuyaku-san               | 当帰芍薬散             | とうきしゃくやくさん                   | 23  |                          | 当归芍药散         |
| Tōki-shigyaku-ka-goshū-shōkyo-tō | 当帰四逆加呉茱萸生姜湯 | とうきしぎゃくかごしゅうしょうきょとう | 38  | dāng guī sì nì wán       | 當歸四逆丸         |
| Tsū-dō-san                       | 通導散                 | つうどうさん                           | 105 |                          |                    |
| Unkei-tō                         | 温経湯                 | うんけいとう                           | 106 |                          | 温经汤             |
| Unsei-in                         | 温清飲                 | うんせいいん                           | 57  |                          |                    |
| Yokuinin-tō                      | よく苡仁湯             | よくいにんとう                         | 52  |                          |                    |
| Yokukansan                       | 抑肝散                 | よくかんさん                           | 54  |                          |                    |
| Yoku-kan-san-ka-chinpi-hange     | 抑肝散加陳皮半夏       | よくかんさんかちんぴはんげ             | 83  |                          |                    |

## Kanpō/quasi kanpō en vente libre
Les kanpō en vente libre (一般用医薬品, litt. médecine à usage général) comprennent certaines formulations de kanpō/quasi kanpō qui peuvent être obtenues sans se rendre dans un magasin spécialisé kanpō et/ou sans ordonnance d'un médecin. Ils peuvent être achetés dans n'importe quelle pharmacie ou même dans des magasins généralistes.

## Herbes utilisées dans les médicamentskanpō
La 14e édition de la Pharmacopée japonaise (日本薬局方, nihon yakkyokuhō) répertorie 165 ingrédients à base de plantes qui sont utilisés dans les médicaments kanpō. Tsumura (ツ ム ラ) est le principal fabricant de médecine kanpō. Ils fabriquent 128 des 148 médicaments kanpō. L'herbe la plus courante dans la médecine kanpō est Glycyrrhizae Radix (racine de réglisse chinoise). Elle est présente dans 94 des 128 formules produit par Tsumura.Zingiberis Rhizoma (gingembre) (51 formules sur 128) et Paeoniae Radix (racine de pivoine chinoise) (44 formules sur 128) sont aussi très utilisées.